# Palatin

Harta schematică a celor șapte coline ale Romei

Colina Palatin este cea mai încărcată de istorie dintre toate cele șapte coline din Roma. 

## Descriere
Este, de asemenea, și cea care se bucură de situarea cea mai centrală (fiind înconjurată de Colina Capitolină – spre nord vest – de Colina Aventin – la sud vest – de Colina Celiană – la est – și de Colina Esquillin – la nord est) și cea mai bogată în materie de situri istorice și arheologice. Se spune că această colină a fost prima locuită, chiar dinainte de întemeierea orașului Roma. Astfel, săpăturile arheologice executate în timp au adus la lumină vestigii de locuințe umane care datează din secolul al X-lea î.e.n.
Dincolo de încărcătura sa istorică, Colina Palatin este și cadrul de care sunt legate cele mai fundamentale legende ale orașului Roma: aici s-a întâmplat ca lupoaica mitică să îi găsească pe gemenii Romulus și Remus (în controversata peșteră Lupercală), și tot aici se spune că Hercule l-a învins pe monstruosul Cacus care, cum susține legenda, decima cirezile localnicilor. Palatinul este, pe scurt, locul în care a început traseul istoric, politic și cultural al orașului Roma. Astfel, nu este de mirare să vedem că aici se află numeroase vestigii care, fără a exagera, fac din Colina Palatină și din împrejurimile sale imediate un muzeu de arheologie în aer liber.
În prezent, este foarte probabil ca săpăturile arheologice în derulare să aducă la lumină noi dovezi ale măsurii în care această colină era considerată crucială în viața anticilor romani. Descoperirile așteptate, alături de cele deja aduse la suprafață, probează că odinioară regii și apoi împărații romani își construiseră reședințele pe Palatin. Câteva temple, precum și diverse alte structuri arhitecturale (circuri, hipodromuri), fie încă existente, fie supraviețuind ca vestigii, fac parte din patrimoniul istoric al Colinei Palatine.
Situri istorice pe Colina Palatină: Peștera Lupercală, Casa Liviei, Templul lui Apolo, Palatul lui Augustus, Palatul lui Tiberius, Palatul lui Domițian, Templul lui Cybele, Palatul Flavian
Grădini pe Colina Palatină: Grădinile Farnese
Situri și monumente istorice lângă Colina Palatină: Arcul lui Constantin, Forul Roman, Colosseumul, Circus Maximus